# Стоманен пакт
Германско-италианският договор за съюз и дружба е подписан в Берлин на 22 май 1939 г. Известен е още като Стоманения пакт (на немски: Stahlpakt; на италиански: Patto d'Acciaio).
Той е споразумение между нацистка Германия и фашистка Италия в навечерието на началото на Втората световна война. От Германия подписва министърът на външните работи Йоахим фон Рибентроп, а от Италия – министърът на външните работи Галеацо Чано. На подписването присъстват Адолф Хитлер и Бенито Мусолини.
Стоманеният пакт продължава идеите на Антикоминтерновия пакт във вид на двустранни ангажименти между Германия и Италия. Потвърждава съюза на двете държави и тяхната взаимопомощ в случай на война. Предвижда и икономическо сътрудничество. Заедно с пакта и към него е подписан таен допълнителен протокол.